# Prada
Prada is een Italiaans modehuis dat gespecialiseerd is in luxegoederen voor mannen en vrouwen (kleding, lederen accessoires, schoenen en bagage). Het modehuis wordt gezien als een van de invloedrijkste kledingontwerpers in de mode-industrie. Het merk staat gelijk aan weelderigheid en kwaliteit en wordt doorgaans gezien als statussymbool. Zoals vele andere luxemerken strijdt Prada tegen vervalsingen en verzekert het de klanten van authenticiteit in zijn officiële boetieks en webwinkel.

## Geschiedenis
De eerste winkel werd in 1913 door Mario Prada geopend in de Milanese Galleria Vittorio Emanuele II, een overdekte winkelgalerij in het hart van Milaan. In 1919 kreeg Prada de titel van officiële leverancier van het Italiaanse koninklijk huis. Hierdoor kon het bedrijf het wapen van het Huis van Savoye en het ontwerp van geknoopte touw in het logo opnemen. Omdat Mario's zoon geen interesse in het bedrijf koesterde, was het Mario's dochter Luisa die als opvolger het roer van Prada overnam en het bedrijf bijna twintig jaar leidde.
In 1978 erfde Miuccia Prada het bedrijf, dat op dat moment nog voornamelijk in lederwaren deed. Zij was degene die de overstap naar haute couture maakte. Tevens hebben ze een geurlijn. In 1993 werd de eerste kledinglijn voor mannen getoond en kwam het 'jeugdiger' label, Miu Miu, vernoemd naar een bijnaam van Miuccia Prada, op de markt. In 1999 werd de Britse maker van klassieke schoenen Church’s, overgenomen. Church zelf begon de activiteiten in 1873 en heeft daarmee een langere historie dan Prada. Op het moment van de overname had Church 155 vestigingen.
In 2011 kregen de aandelen een notering op de Hong Kong Stock Exchange. In 2019 besloot men geen bont meer te gebruiken. Vier jaar later werd bekend dat het samen met L'Oréal een cosmeticalijn in de markt gaat zetten.
In april 2025 werd bekend dat Prada het modehuis Versace gaat overnemen van het Amerikaanse Capri Holdings. Prada betaalt € 1,25 miljard voor Versace met een jaaromzet van een miljard euro. Volgens Prada is er weinig overlap tussen beide bedrijven.

## Activiteiten
Prada is een bekend modemerk en valt te vergelijken met merken als Roberto Cavalli, Christian Dior en Gucci. Prada heeft vijf labels, waarvan PRADA veruit de meest belangrijke is, en verder zijn er Miu Miu, Church's, Car Shoe en Marchesi 1824. Per jaareinde 2023 had het iets meer dan 600 eigen verkooppunten en nog 25 franchise winkels. Met 428 eigen winkels voor Prada is dit veruit het grootst merk gemeten naar vestigingen. Gemeten naar de retailomzet in 2023 had Prada een aandeel van 83% gevolgd door Miu Miu met 15%.
Prada heeft eigen productievestigingen, in totaal 26 waarvan 23 in Italië, waarbij 3400 werknemers actief zijn. Op de omzet werd in 2023 een brutomarge behaald van 80%. Verkoopkosten en reclame zijn zeer belangrijke kostenposten en bedroegen in hetzelfde jaar de helft van de omzet. 

### Resultaten
| Jaar | Omzet | Bedrijfs- resultaat (EBIT) | Netto- resultaat | Verkoop- vestigingen | Werknemers |
| ---- | ----- | -------------------------- | ---------------- | -------------------- | ---------- |
| 2010 | 1561  | 187                        | 100              | 354                  | 6.764      |
| 2015 | 3552  | 702                        | 451              | 654                  | 11.962     |
| 2020 | 2423  | 20                         | −54              | 659                  | 12.548     |
| 2021 | 3366  | 489                        | 294              | 661                  | 12.572     |
| 2022 | 4201  | 776                        | 465              | 638                  | 13.186     |
| 2023 | 4726  | 1062                       | 671              | 631                  | 14.191     |
| 2024 | 5432  | 1280                       | 839              | 609                  | 15.216     |

## Trivia
- In samenwerking met LG bracht Prada in 2007 een mobiele telefoon op de markt, de 'Prada Phone'.
- Er bestaat een stichting de Fondazione Prada die een collectie eigentijdse kunst beheert en ontsluit in een sinds mei 2015 gebouwde nieuwe vestiging ten zuiden van Milaan.